# Helbra
Helbra település Németországban, azon belül Szász-Anhalt tartományban. Lakosainak száma 3811 fő (2023. december 31.).

## Népesség
A település népességének változása:
| Lakosok száma | 4572 | 4305 | 4080 | 4075 | 4015 | 3998 | 3899 | 3826 | 3811 |
|               | 2006 | 2010 | 2015 | 2016 | 2017 | 2019 | 2021 | 2022 | 2023 |